# 1912年全米選手権 (テニス)
1912年 全米選手権（1912ねんぜんべいせんしゅけん）に関する記事。

## 大会の流れ
- 1881年から1967年まで、全米選手権は各部門が個別の名称を持ち、大会会場も別々のテニスクラブで開かれた。これが他の3つのテニス4大大会と大きく異なる点である。
  - 男子シングルス　名称：全米シングルス選手権（U.S. National Singles Championship）／会場：ロードアイランド州、ニューポート・カジノ　（最初の会場、1914年まで）
  - 男子ダブルス　名称：全米ダブルス選手権（U.S. National Doubles Championship）／会場：ロードアイランド州、ニューポート・カジノ　（最初の会場に戻る。1894年-1914年まで）
  - 女子シングルス　名称：全米女子シングルス選手権（U.S. Women's National Singles Championship）／会場：ペンシルベニア州、フィラデルフィア・クリケット・クラブ　（女子部門競技はすべてこの会場、1887年-1920年まで）
  - 女子ダブルス　名称：全米女子ダブルス選手権（U.S. Women's National Doubles Championship）／会場：フィラデルフィア・クリケット・クラブ　（1889年-1920年まで）
  - 混合ダブルス　名称：全米混合ダブルス選手権（U.S. Mixed Doubles Championship）／会場：フィラデルフィア・クリケット・クラブ　（1892年-1920年まで）
- 優勝決定方式としての「チャレンジ・ラウンド」（Challenge Round, 挑戦者決定戦）と「オールカマーズ・ファイナル」（All-Comers Final）が、男子シングルスでは本年度から廃止され、全選手が1回戦から戦う競技方式に改められた。女子シングルスでは旧方式が1918年まで実施された。（ウィキペディア日本語版の年度別記事でも「大会前年度優勝者」欄を取りやめる。）
  - 大会前年度優勝者を除く選手は「チャレンジ・ラウンド」に出場し、前年度優勝者への挑戦権を争う。前年度優勝者は、無条件で「オールカマーズ・ファイナル」に出場できる。チャレンジ・ラウンドの勝者と前年度優勝者による「オールカマーズ・ファイナル」で、当年度の選手権優勝者を決定した。
- 初期の全米選手権のように、外国人出場者が少なかった時期は、地元アメリカ人選手の国籍表示を省略する。

## 男子シングルス
準々決勝
- モーリス・マクローリン vs. リチャード・ウィリアムズ　6-4, 5-7, 6-4, 3-6, 6-3
- ウィリアム・クローシャー vs. レイモンド・リトル　7-5, 6-0, 6-1
- カール・ベア vs. ジョージ・チャーチ　6-2, 6-2, 6-0
- ウォレス・ジョンソン vs. ワトソン・ウォッシュバーン　8-6, 6-2, 3-6, 6-3

準決勝
- モーリス・マクローリン vs. ウィリアム・クローシャー　8-6, 6-2, 3-6, 6-4
- ウォレス・ジョンソン vs. カール・ベア　4-6, 6-0, 6-3, 6-2

決勝
- モーリス・マクローリン vs. ウォレス・ジョンソン　3-6, 2-6, 6-2, 6-4, 6-2

## 女子シングルス

### 大会前年度優勝者
1911年度優勝者、ヘイゼル・ホッチキス　［大会不参加、結婚のため］

### チャレンジラウンド
準々決勝
- アデレード・ブラウニング vs. オーガスタ・シュミッツ　6-1, 10-8
- メアリー・ブラウン vs. マリオン・フェンノ　6-0, 6-4
- エレオノラ・シアーズ vs. ヘレン・アレクサンダー　6-2, 6-2
- メアリー・メリック vs. エフィ・ホイーラー　不戦勝

準決勝
- メアリー・ブラウン vs. アデレード・ブラウニング　6-4, 3-6, 9-7
- エレオノラ・シアーズ vs. メアリー・メリック　5-7, 6-0, 6-2

決勝
- メアリー・ブラウン vs. エレオノラ・シアーズ　6-4, 6-2　（ここで優勝決定。ブラウンが本大会の優勝者になる）

## 決勝戦の結果
- 男子シングルス：モーリス・マクローリン vs. ウォレス・ジョンソン　3-6, 2-6, 6-2, 6-4, 6-2
- 女子シングルス：メアリー・ブラウン vs. エレオノラ・シアーズ　6-4, 6-2　［チャレンジラウンド決勝］
- 男子ダブルス：モーリス・マクローリン＆トーマス・バンディ vs. レイモンド・リトル＆グスタブ・タッチャード　3-6, 6-2, 6-1, 7-5
- 女子ダブルス：メアリー・ブラウン＆ドロシー・グリーン vs. モード・バーガー＝ウォラック＆オーガスタ・シュミッツ　6-2, 5-7, 6-0
- 混合ダブルス：リチャード・ウィリアムズ＆メアリー・ブラウン vs. ウィリアム・クローシャー＆エレオノラ・シアーズ　6-4, 2-6, 11-9